# Adrienne Hill
Adrienne Hill (Plymouth, 22 luglio 1937 – Londra, 6 ottobre 1997) è stata un'attrice britannica.
Hill divenne famosa interpretando il ruolo di Katarina nella serie televisiva Doctor Who. Il personaggio fu il primo dei compagni di viaggio del protagonista a rimanere ucciso e apparve in soli cinque episodi. L'attrice partecipò in seguito alla manifestazione Children in Need dell'anno 1985.

## Filmografia
- Doctor Who – serie TV, 5 episodi (1965)
- City Life – serie TV, 1x18 (1998)